# Bart Gunn
Michael Polchlopek (Titusville, 27 de dezembro de 1965) é um ex-lutador de wrestling profissional e de artes marciais mistas americano. Ele é mais conhecido por suas aparições na World Wrestling Federation (WWF) de 1993 a 1999 sob os nomes de ringue Bart Gunn e Bodacious Bart, além de suas participações na All Japan Pro Wrestling (AJPW) de 1998 a 2002 e na New Japan Pro-Wrestling (NJPW) de 2002 a 2004 como Mike Barton.

## Início da vida
Michael Polchlopek nasceu em 27 de dezembro de 1965, em Titusville, Flórida. Ele era um grande fã de wrestling, frequentemente assistindo ao Championship Wrestling from Florida, e gostava de ver Eddie e Mike Graham, além de Jack e Jerry Brisco.

## Carreira no wrestling profissional

### Início de carreira (1991–1993)
Polchlopek foi treinado para o wrestling por Caesar Barraza, Blackjack Mulligan, Tim Parker e Boris Malenko. Ele fez sua estreia em 1991.
Em 1992, Polchlopek (lutando como "Brett Colt") formou uma dupla com Kip Winchester na International Championship Wrestling Alliance, sediada em Tampa, Flórida, conhecida como "Long Riders".

### World Wrestling Federation (1993–1999)

#### Smoking Gunns (1993–1996)
Polchlopek ficou talvez mais famoso na World Wrestling Federation como parte da dupla The Smoking Gunns, ao lado de seu irmão (em kayfabe) Billy Gunn. Eles estrearam em abril de 1993. A dupla conquistou o WWF Tag Team Championship três vezes antes de se separar e iniciar uma breve rivalidade em outubro de 1996. Bart Gunn teve uma breve passagem como competidor solo, sendo sua luta de maior destaque uma derrota para o "Ringmaster" Steve Austin, no Monday Night Raw de abril de 1996, por submissão no Million Dollar Dream.

#### Competidor Individual (1996–1997)
Gunn teve uma rivalidade com Billy Gunn no outono de 1996, após Billy virar as costas para Bart. A rivalidade terminou após Bart derrotar Billy no episódio de 16 de dezembro do Monday Night Raw. Sua vitória mais notável foi uma surpresa sobre Triple H por desqualificação no Superstars. Ele também participou da luta Royal Rumble 1997, sendo eliminado por Steve Austin. Em 17 de fevereiro, no Raw, derrotou Triple H por count-out após Goldust perseguir Triple H para dentro da plateia. Posteriormente, Gunn se tornou um jobber em 1997, perdendo para nomes como Faarooq, Triple H, Ahmed Johnson e Vader. Sua luta final nessa passagem foi em 9 de junho de 1997, em um episódio do Raw Is War contra Rockabilly, sendo derrotado. Ele desapareceu do plantel logo depois.
Gunn então teve uma breve passagem pela Pennsylvania Championship Wrestling, onde conquistou o título da promoção ao derrotar Lance Diamond em 3 de maio de 1997. Depois, perdeu o cinturão para Ace Darling em 26 de setembro de 1997.

#### The Midnight Express (1998)
Sob a gerência de Jim Cornette, Polchlopek recriou a dupla Midnight Express como "Bodacious Bart", ao lado de seu parceiro Bombastic Bob, em março de 1998. A dupla teve sucesso limitado, embora tenham conquistado o NWA World Tag Team Championship por um breve período, de março a agosto de 1998.

#### Brawl for All e saída (1998–1999)
Em julho de 1998, Bart Gunn participou do torneio de shootfight da WWF, o Brawl for All. Gunn enfrentou seu parceiro de dupla Bob Holly na primeira rodada e foi declarado vencedor por pontos. Em seguida, derrotou "Dr. Death" Steve Williams com um nocaute surpreendente em 24 de agosto. Utilizando sua imensa força bruta, Gunn venceu The Godfather nas semifinais e Bradshaw na final, conquistando o torneio.
Segundo entrevista dada por ele no episódio do Dark Side of the Ring sobre o Brawl for All, Bart ficou meses em casa após a vitória, tendo sido informado por Vince Russo de que a equipe criativa da WWF não tinha planos para ele no momento. Apesar disso, ainda sob contrato com a WWF, Gunn assinou com a All Japan Pro Wrestling em outubro de 1998, lutando por lá durante três meses até janeiro de 1999. Nesse período, ele também atuou no circuito independente.
Após retornar à televisão da WWF em fevereiro de 1999, Gunn foi enviado para treinar com Ray Rinaldi (conhecido por ter treinado Marc Mero) visando uma luta na WrestleMania contra Eric "Butterbean" Esch. Gunn então teve rivalidades breves com Bob Holly e Steve Williams, ambos irritados por terem sido derrotados no torneio — Williams inclusive se mascarou e empurrou Gunn de um palco para impedir que ele conquistasse o WWF Hardcore Championship de Holly. Na WrestleMania XV, Esch nocauteou Gunn brutalmente em 35 segundos. Polchlopek foi demitido da WWF logo em seguida.

### All Japan Pro Wrestling (1998–2002)

#### Campeão Mundial de Duplas (1998-2000)
Enquanto ainda estava sob contrato com a WWF, Polchlopek encontrou sucesso lutando no Japão (em parte devido ao seu nocaute em Steve Williams, que no Japão era um lutador de primeira linha e tinha uma grande reputação pela sua resistência). Após assinar com a All Japan Pro Wrestling em outubro de 1998, sua estreia foi anunciada na edição de 1º de novembro de 1998 do AJPW TV. Sua primeira luta e aparição na empresa aconteceu em um pay-per-view em 14 de novembro, utilizando seu nome da WWF, Bart Gunn. Ele competiu na World Strongest Tag Determination League de 1998, fazendo equipe com Johnny Ace, terminando em 4º lugar com 8 pontos. Ele se tornou membro do grupo de gaijins (lutadores estrangeiros) de Johnny Ace, The Movement, e a dupla seguiu lutando junta.
Ambos lutaram regularmente até 22 de janeiro de 1999, quando Gunn retornou à WWF para cumprir as obrigações contratuais restantes com a empresa.
Após ser liberado da WWF depois da WrestleMania XV, ele retornou à AJPW em maio de 1999, mantendo a simpatia dos fãs e momentum mesmo após a derrota para Butterbean. Em 9 de junho, Gunn e Ace derrotaram Kenta Kobashi e Jun Akiyama para conquistar o World Tag Team Championship. Eles mantiveram o título por um mês e meio, antes de perdê-lo para No Fear em 23 de julho. Após a perda do título, Polchlopek deixou de usar o nome Bart Gunn e passou a ser conhecido como Mike Barton. No final de 1999, Barton e Ace participaram da World's Strongest Tag Determination League de 1999, terminando em 5º lugar com 9 pontos.
Na primavera de 2000, Barton entrou no Champion Carnival, derrotando Masao Inoue na primeira rodada, mas perdendo para Takao Omori na segunda. Em 9 de junho, Barton e Ace participaram de um torneio pelo World Tag Team Championship vago, mas perderam na primeira rodada para os vencedores do torneio, The Holy Demon Army. No verão de 2000, Mitsuharu Misawa deixou a All Japan para formar a Pro Wrestling Noah, levando com ele a maioria dos lutadores nativos. Barton, assim como muitos outros gaijins, permaneceu na All Japan. Johnny Ace, entretanto, deixou a All Japan durante a divisão e se aposentou do wrestling, assumindo um cargo administrativo na WCW e mais tarde na WWF.

#### Rivalidade com Steve Williams (2000-2001)
Em janeiro de 2000, "Dr. Death" Steve Williams retornou a All Japan Pro Wrestling (AJPW), onde Barton estava lutando como competidor em tempo integral durante a ausência de Williams. Na edição de 17 de janeiro de 2000 do AJPW TV, Williams derrotou Barton inesperadamente em uma luta, com a rivalidade continuando por uma semana no circuito de house shows antes de ser adiada.
A história continuou no verão de 2000, quando Barton estava formando equipe com Giant Kimala e George Hines. Barton e Williams venceriam um ao outro em várias edições de TV e house shows, em um booking 50/50. No final do verão e outono de 2000, Barton e Williams se encontraram em uma aliança instável, onde ambos tinham um inimigo comum em Toshiaki Kawada, que frequentemente os derrotava na TV, assim como um inimigo comum com Genichiro Tenryu. Barton acabou derrotando Kawada em ação de tag team, mas ficou aquém contra Tenryu na primeira rodada do Triple Crown Tournament.
Em dezembro de 2000, a animosidade entre Barton e Williams foi retomada, quando Williams cruzou com Barton em uma luta de duplas durante o torneio World's Strongest Tag Determination League 2000. Eles estavam em equipes opostas, e Williams buscava vingança contra Barton pela sua derrota no Brawl For All em uma luta definitiva no Tokyo Dome.
A rivalidade com Williams culminaria em uma luta de vingança no evento principal de pay-per-view em 28 de janeiro de 2001, que Williams venceu. Depois disso, Barton e Williams lutariam regularmente um contra o outro durante a primeira metade de 2001, antes de se unirem mais tarde naquele ano, em outubro. Jim Steele e Mike Rotunda se juntaram a eles em lutas de tag team em lutas three-way ou four-way sempre que necessário.
No final de 2001, Williams se tornaria amigo de Bart Gunn, frequentemente estando ao seu lado e participando tanto de esquetes nos bastidores quanto no ringue, além de Williams torcer por Barton nas suas lutas. Mais notavelmente, em janeiro de 2002, a dupla celebrou o aniversário de Abdullah The Butcher no ringue, cantando e contando piadas, além de Williams torcer por Barton quando ele enfrentou Genichiro Tenryu no torneio Champion Carnival 2002. Barton acabou derrotando Tenryu, se gabando nos bastidores para a câmera sobre sua vitória, enquanto Williams ficava feliz por Barton e ambos se cumprimentavam com um soco na mão, gritando de empolgação.

#### Dupla com Jim Steele (2000–2002)
Após a saída da NOAH, Barton formou uma nova dupla com Jim Steele. Em outubro de 2000, Barton entrou em um torneio pelo vagoTriple Crown Heavyweight Championship, perdendo na primeira rodada para Genichiro Tenryu. Em novembro, Barton e Steele participaram do World's Strongest Tag Determination League 2000, terminando em 4º lugar com 10 pontos.
Em 2 de janeiro de 2001, Barton venceu a anual Battle Royal do dia 2 de janeiro no Korakuen Hall. Na primavera, Barton entrou no Champion Carnival 2000, terminando em 5º lugar com 13 pontos. Até o final de 2001, Barton começou a fazer aparições na New Japan Pro-Wrestling como membro da ramificação da All Japan do Team 2000. Em novembro de 2001, Barton e Steele participaram do G1 Tag League 2001 e chegaram à final, onde perderam para Tencozy.
Na primavera de 2002, Barton entrou no Champion Carnival 2002, chegando à final, mas perdendo para Keiji Mutoh. Em 20 de julho, Barton e Steele venceram a Stan Hansen Cup Four Way contra The Varsity Club, KroniK e George Hines & Johnny Smith. Em 30 de agosto, Barton e Steele desafiaram Kronik pelo World Tag Team Championship, mas perderam. No outono, Barton e Steele deixaram a All Japan. Sua última luta na AJPW foi em 27 de outubro de 2002, onde formaram equipe com George Hines para derrotar Arashi, Nobukazu Hirai e Nobutaka Araya.

### Total Nonstop Action Wrestling (2003)
Polchlopek teve uma passagem curta pelo Total Nonstop Action Wrestling em 2003, durando apenas um mês, onde lutou uma luta e perdeu para Perry Saturn.

### New Japan Pro-Wrestling (2002–2004)
Após deixar o All Japan, Barton e Steele assinaram com o New Japan Pro-Wrestling (NJPW). Barton entrou no New Japan Triathlon Series de 2002 em novembro, fazendo equipe com Steele e Yuji Nagata. A equipe chegou às finais, mas perdeu para Manabu Nakanishi, Osamu Nishimura e Yutaka Yoshie. Em fevereiro de 2003, Barton e Steele entraram em um torneio de desafiantes #1 pelo IWGP Tag Team Championship. Eles saíram vitoriosos, derrotando os membros do Makai Club Tadao Yasuda e Kazunari Murakami nas finais, mas uma lesão em Steele os impediu de disputar a luta pelo título. Após a recuperação de Steele, ele e Barton voltaram a formar a dupla. Em outubro de 2003, eles entraram no G1 Tag League 2003. Durante o torneio, no dia 21 de outubro, os dois tiveram uma chance pelo IWGP Tag Team Championship contra os campeões Hiroshi Tanahashi e Yutaka Yoshie, mas não conseguiram vencer. Barton e Steele terminaram o torneio em 5º lugar com 6 pontos.

### Muga World Pro Wrestling (2006)
Em 15 de setembro de 2006, Barton fez sua estreia na Muga World Pro Wrestling, vencendo Tatsutoshi Goto, e depois teve mais 4 lutas pela companhia. Sua última luta na empresa foi uma vitória sobre Katsushi Takemura em 25 de setembro de 2006. Após isso, Barton deixou a companhia.

### Retorno à World Wrestling Entertainment (2003, 2007)
Lutando como Mike Barton, ele e Jim Steele lutaram em duas lutas de teste para a WWE em dezembro de 2003, que foram lutas não transmitidas na televisão. Eles venceram ambas as lutas, embora no final nenhum dos dois tenha assinado com a WWE.
Polchlopek retornou à WWE como Bart Gunn na edição de 10 de dezembro de 2007 do Raw, onde participou da 15th Anniversary Battle Royal. Ele foi eliminado da luta por Steve Blackman. Após isso, ele se aposentou do wrestling profissional.

## Carreira nas artes marciais mistas
Polchlopek fez sua estreia no MMA contra o veterano do UFC Wesley Correira no Rumble On The Rock: Beatdown em 17 de junho de 2006. Ele venceu sua estreia por TKO após o médico de ringue determinar que Correira não poderia continuar lutando devido a um grande corte.
Em sua segunda e última luta, em 5 de novembro de 2006, ele enfrentou Ikuhisa Minowa no PRIDE Bushido 13, perdendo por decisão unânime.

### Recorde nas artes marciais mistas
| Res.    | Cartel | Oponente        | Método            | Evento             | Data                  | Round | Tempo | Local                     | Notas |
| ------- | ------ | --------------- | ----------------- | ------------------ | --------------------- | ----- | ----- | ------------------------- | ----- |
| Derrota | 1–1    | Ikuhisa Minowa  | Decisão (unânime) | Pride – Bushido 13 | 5 de novembro de 2006 | 2     | 5:00  | Yokohama, Kanagawa, Japão |       |
| Vitória | 1–0    | Wesley Correira | TKO               | ROTR – Beatdown 1  | 17 de junho de 2006   | 1     | 1:46  | Hawaii, Estados Unidos    |       |

## Vida pessoal
Polchlopek foi eletricista até 1993 e retomou o trabalho como eletricista 15 anos depois, além de fazer trabalhos de construção de casas. Ele é pai. Atualmente, reside em Orange Beach, Alabama.

## Títulos e prêmios
- All Japan Pro Wrestling
  - World Tag Team Championship (1 vez) – com Johnny Ace[33]
  - Stan Hansen Cup (2002) – com Jim Steele[34]
  - January 2 Korakuen Hall Heavyweight Battle Royal (2001)[35]
- International Wrestling Federation
  - IWF World Tag Team Championship (2 vezes) – com Kip Winchester[36]
- New Japan Pro-Wrestling
  - IWGP Tag Team Championship #1 Contenders Tournament (2003) – com Jim Steele
- Pennsylvania Championship Wrestling
  - PCW Americas Championship (2 vezes)[37]
- Pro Wrestling Illustrated
  - A PWI colocou-o em 129º dos 500 melhores lutadores na PWI 500 em 1997[38]
  - A PWI colocou-o em 377º dos 500 melhores lutadores na PWI Years em 2003[39]
- World Wrestling Federation
  - WWF Tag Team Championship (3 vezes) – com Billy Gunn[40][41][42]
  - NWA World Tag Team Championship (1 vez) – com Bombastic Bob[43]
  - Brawl for All (1998)[44]
  - Raw Bowl (1996) – com Billy Gunn[45]